# Bernard Cerquiglini
Bernard Cerquiglini est un linguiste français, né le 8 avril 1947 à Lyon. 
Ancien élève de l'École normale supérieure de Saint-Cloud (1966 L), agrégé de lettres modernes et docteur ès lettres (1979), il est professeur de linguistique à l'université Paris VII - Diderot.

## Biographie
Bernard Cerquiglini est, par son grand-père paternel, d'ascendance italienne de la région de Pérouse en Ombrie. Il a notamment exercé les fonctions de directeur des écoles (c'est-à-dire de l'enseignement primaire) au ministère français de l'Éducation nationale (1985-1987), de directeur de l'Institut national de la langue française, de vice-président du Conseil supérieur de la langue française (dont le président en titre est le Premier ministre), de délégué général à la langue française et aux langues de France (à deux reprises), de président de l'Observatoire national de la lecture. Il a été chargé d'une mission sur la réforme de l'orthographe, puis d'un rapport sur les langues de France, par différents Premiers ministres, ainsi que de celle de la féminisation des noms de métiers.
Bernard Cerquiglini est entré en 1995 à l'Oulipo. Auteur d'une « autobiographie de l'accent circonflexe » sous le titre L'Accent du souvenir, il y joue le rôle de « gardien de la langue » tout en défendant son évolution, et parfois sa simplification.
Après avoir été le directeur du Center for French and Francophone Studies de l'université d'État de Louisiane à Bâton-Rouge, il a été recteur de l'Agence universitaire de la Francophonie de 2007 à 2015. Il est depuis mai 2020 vice-président de la Fondation Alliance française.
Il présente également l'émission linguistique quotidienne 
de format court Merci professeur ! sur TV5 Monde.
Membre du Prix de la Contre-Allée de l'Institut d'Histoire et des Lumières de la Pensée depuis 2021.

## Distinctions

### Docteurhonoris causa
- Université de Bucarest
- Université de Budapest
- Université des études internationales du Sichuan (Chongqing)
- Université de Ouagadougou
- Université Assane-Seck de Ziguinchor[7]

## Décorations
- Officier de la Légion d'honneur[8]. Il a été fait chevalier le 31 décembre 1993[9].
- Commandeur de l'ordre des Palmes académiques (1999)[10]
- Commandeur de l'ordre des Arts et des Lettres, lors de la promotion du 2 août 1993[11].
- Chevalier de l'ordre national du Mérite
- Médaille de bronze de Florian (2002)[12]

## Publications
- 1979 : « La Représentation du discours dans les textes narratifs du Moyen Âge français », thèse d'État de linguistique, Aix-Marseille I, 783 p., 1979
- La parole médiévale : discours, syntaxe, texte, Les Éditions de Minuit, coll. « Propositions » (no 3), 252 p., 1981  (ISBN 2-7073-0592-8).
- Éloge de la variante : histoire critique de la philologie, Seuil, coll. « Des travaux » (no 8), 122 p., 1989  (ISBN 2-02-010433-4).
- La naissance du français, Presses universitaires de France, coll. « Que sais-je ? » (no 2576), 127 p., 1991  (ISBN 2-13-043559-9), 2e éd. 1993  (ISBN 2-13-044825-9), 3e éd. 2007  (ISBN 978-2-13-056433-1).
- L'accent du souvenir, Les Éditions de Minuit, coll. « Paradoxe », 165 p., 1995  (ISBN 2-7073-1536-2).

prix Georges-Dumézil de l’Académie française 1997
- Le roman de l’orthographe : au paradis des mots, avant la faute, 1150-1694, Hatier, coll. « Brèves littérature », 167 p., 1996  (ISBN 2-7438-0077-1)
- À travers le « Jabberwocky » de Lewis Carroll : onze mots-valises dans huit traductions, préface d'Hervé Le Tellier, Le Castor astral, coll. « L'Iutile », 44 p., 1997  (ISBN 2-85920-307-9) ; repris dans La Chasse au Snark [The Hunting of the Snark: An Agony in Eight Fits], trad. Jacques Roubaud et Mériam Korichi, ill. Henry Holiday, Gallimard, coll. « Folio » (no 5045), 132 p.  (ISBN 978-2-07-043668-2).
- « Les langues de la France », rapport au ministre de l'Éducation nationale, de la Recherche et de la Technologie, 1999.
- La genèse de l'orthographe française : XIIe – XVIIe siècles, H. Champion, coll. « Unichamp-essentiel » (no 15), 180 p., 2004  (ISBN 2-7453-0891-2).
- Une langue orpheline, Les Éditions de Minuit, coll. « Paradoxe », 228 p., 2007  (ISBN 978-2-7073-1981-4).
- Merci professeur ! : chroniques savoureuses sur la langue française, Bayard, 328 p., 2008  (ISBN 978-2-227-47709-4)
- Les saillies du dragon, Oulipo, coll. « La Bibliothèque oulipienne » (no 166), 18 p., 2008
- Petites chroniques du français comme on l'aime , Larousse, 352 p., 2012  (ISBN 978-2-03-588587-6)
- Une année bien remplie, Oulipo, coll. « La Bibliothèque oulipienne » (no 198), 31 p., 2013
- L'orthographe rectifiée : le guide pour tout comprendre. Librio + Le Monde, 95 p., 2016  (ISBN 978-2-290-13348-4).
- Enrichissez-vous : parlez francophone ! : trésor des expressions et mots savoureux de la francophonie Larousse, 175 p., 2016  (ISBN 978-2-03-592903-7).
- L'invention de Nithard, Les Éditions de Minuit, 128 p., 2018  (ISBN 978-2-7073-4469-4).
- Le La ministre est enceinte, ou La grande querelle de la féminisation des mots, Paris, Points, 2019 (1re éd. 2018), 208 p. (ISBN 978-2-7578-8004-3)
- Parlez-vous tronqué ? : portrait du français d'aujourd'hui, Éditions Larousse, 172 p., 2019  (ISBN 978-2-03-595781-8).
- Un participe qui ne passe pas, Points, Goûts des mots, 224p., 2021  (ISBN 978-2-7578-8390-7)
- La langue anglaise n’existe pas, coll. Folio essais n° 704, Gallimard, 208 p., 2024  (ISBN 9782073056610).

### Ouvrages collectifs
- Histoire de la littérature française, avec Jacqueline Cerquiglini, Fernand Égéa, Bernard Lecherbonnier, Bernard Lehembre, et Jean-Jacques Mougenot, Nathan, coll. « Beaux livres », 239 p., 1984  (ISBN 2-09-297611-7).
- Femme, j'écris ton nom... : guide d'aide à la féminisation des noms de métiers, titres, grades et fonctions, préface de Lionel Jospin, en collaboration avec Annie Béquer, Nicole Cholewka, Martine Coutier, Josette Frécher et Marie-Josèphe Mathieu, INALF/CNRS Éditions, La Documentation française, 124 p., 1999  (ISBN 2-11-004274-5).
- Histoire de la langue française : 1945-2000, avec Gérald Antoine, CNRS Éditions, 1028 p., 2000  (ISBN 2-271-05762-0).
- Tu parles !? : le français dans tous ses états, avec Jean-Claude Corbeil, Jean-Marie Klinkenberg et Benoît Peeters, Flammarion, 2000.

### Édition critique
- Le Roman du Graal, par Robert de Boron, d'après le manuscrit de Modène, 10/18 (no 1412), série « Bibliothèque médiévale », 307 p., 1981  (ISBN 2-264-00336-7).

### Traduction
- Questions de sémantique [Studies on semantics in generative grammar], par Noam Chomsky, Seuil, coll. « L'ordre philosophique » (no 22), 230 p., 1975  (ISBN 2-02-002748-8).

### Préfaces
- Le dictionnaire des mots et expressions de couleur du XXe siècle : le rose, par Annie Mollard-Desfour, CNRS Éditions, coll. « CNRS Dictionnaires », 287 p., 2002  (ISBN 2-271-05993-3).
- Dictionnaire des écrivains francophones classiques : Afrique subsaharienne, Caraïbe, Maghreb, Machrek, océan Indien, par Christiane Chaulet Achour, avec Corinne Blanchaud, avant-propos de Jean-Marc Moura, H. Champion, coll. « Champion les dictionnaires », 472 p., 2010  (ISBN 978-2-7453-2126-8)